# Polycarpa contecta
Polycarpa contecta är en sjöpungsart som först beskrevs av Sluiter 1904.  Polycarpa contecta ingår i släktet Polycarpa och familjen Styelidae. Inga underarter finns listade i Catalogue of Life.